# Anđelko Ivanko
Anđelko Ivanko (auch Andjelko Ivanko) (* 23. November 1966) ist ein ehemaliger kroatischer Fußballspieler und heutiger -trainer.

## Sportliche Laufbahn
Ivankos Mutter ist die Schwester des ehemaligen Fußballspielers Ivan Buljan. Ivanko spielte im Nachwuchs von Hajduk Split. In Deutschland war er in der Saison 1987/88 Spieler des Oberligisten 1. SC Norderstedt, stand 1988/89 für den VfL Pinneberg in der Verbandsliga Hamburg und 1989/90 in der Oberliga Nord für den TuS Hoisdorf auf dem Platz. Für Hoisdorf erzielte er in der Oberliga 13 Treffer. Im Juni 1990 unterschrieb Ivanko einen Vorvertrag beim DDR-Oberligisten Dynamo Dresden, nachdem er bei der Mannschaft an einem Probetraining teilgenommen hatte. Dresden verlieh ihn im August 1990 an den Eisenhüttenstädter FC Stahl, für den Ivanko in der letzten eigenständigen Saison des ostdeutschen Erstligafußballs drei Oberligaeinsätze bestritt. Er konnte sich in Eisenhüttenstadt allerdings nicht durchsetzen. Ab Januar 1991 stand der Mittelfeldspieler und Stürmer erneut in Diensten des VfL Pinneberg und wechselte zur Jahresmitte zum TuS Hoisdorf. 1993 zog er sich eine schwere Knieverletzung zu. Später spielte er wieder für den 1. SC Norderstedt. Als er sich bei dem Regionalligisten nicht durchsetzen konnte, wechselte Ivanko im November 1995 wieder nach Hoisdorf (Oberliga). Dort erlitt er im März 1996 wieder eine Knieverletzung.

## Trainerlaufbahn
Er war Trainer beim TuS Hamburg, der unter seiner Leitung von der Kreisklasse in die Bezirksliga aufstieg. Bis Mai 2005 war Ivanko Trainer des SC Croatia Hamburg, den er in die Landesliga geführt hatte. Im Oktober 2005 übernahm er wieder das Traineramt beim TuS Hamburg und übte dieses bis April 2006 aus. Ab November 2007 betreute Ivanko in der Kreisklasse die zweite Mannschaft des SC Croatia Hamburg als Trainer, im Laufe der Saison 2008/09 gab er die Aufgabe ab. Er war dann als Jugendtrainer beim Niendorfer TSV tätig, im Dezember 2015 holte der Landesligist FC Bergedorf 85 ihn als Trainer.
Ivanko wurde im Januar 2019 Trainer des Wedeler TSV in der Oberliga Hamburg, gleichzeitig war er weiterhin im Nachwuchsbereich des Niendorfer TSV beschäftigt. Zur Saison 2019/20 trat er die Trainerstelle beim SV Rugenbergen (Oberliga Hamburg) an und hatte diese bis zum Sommer 2020 inne.
2020 kehrte Ivanko in den Nachwuchsbereich des Niendorfer TSV zurück, in den er sich bereits bis 2019 insgesamt zwölf Jahre als Trainer eingebracht hatte. Ende Januar 2021 trat Ivanko das Traineramt beim Bezirksligisten TBS Pinneberg an, Ende Oktober 2021 reichte er seinen Rücktritt ein.